# Tetraphalerus ponomarenkoi
Tetraphalerus ponomarenkoi is een keversoort uit de familie Ommatidae. De wetenschappelijke naam van de soort is voor het eerst geldig gepubliceerd in 2006 door Soriano & Delclòs.